# Demetrio y Polibio
Demetrio e Polibio (título original en italiano; en español, Demetrio y Polibio) es una ópera seria en dos actos con música de Gioachino Rossini y libreto en italiano de Vincenzina Viganò Mombelli. Se estrenó en el Teatro Valle de Roma el 18 de mayo de 1812.
Esta ópera rara vez se representa en la actualidad; en las estadísticas de Operabase aparece con sólo una representación en el período 2005-2010. 